# Stictotendipes stupidus
Stictotendipes stupidus är en tvåvingeart som först beskrevs av Oskar Augustus Johannsen 1932.  Stictotendipes stupidus ingår i släktet Stictotendipes och familjen fjädermyggor. Inga underarter finns listade i Catalogue of Life.